# Helophilus hochstetteri
Helophilus hochstetteri är en tvåvingeart som beskrevs av Maksymilian Nowicki 1875. Helophilus hochstetteri ingår i släktet kärrblomflugor, och familjen blomflugor. Inga underarter finns listade i Catalogue of Life.

## Bildgalleri

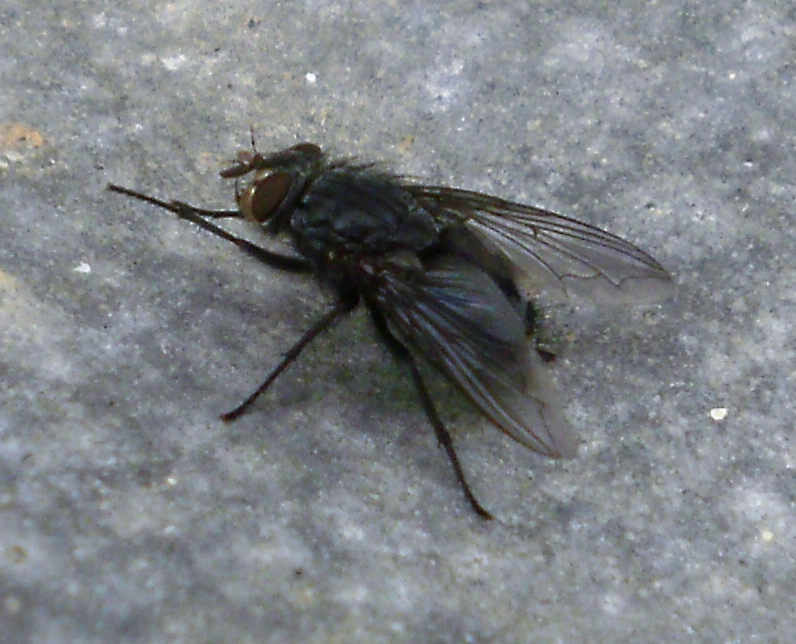
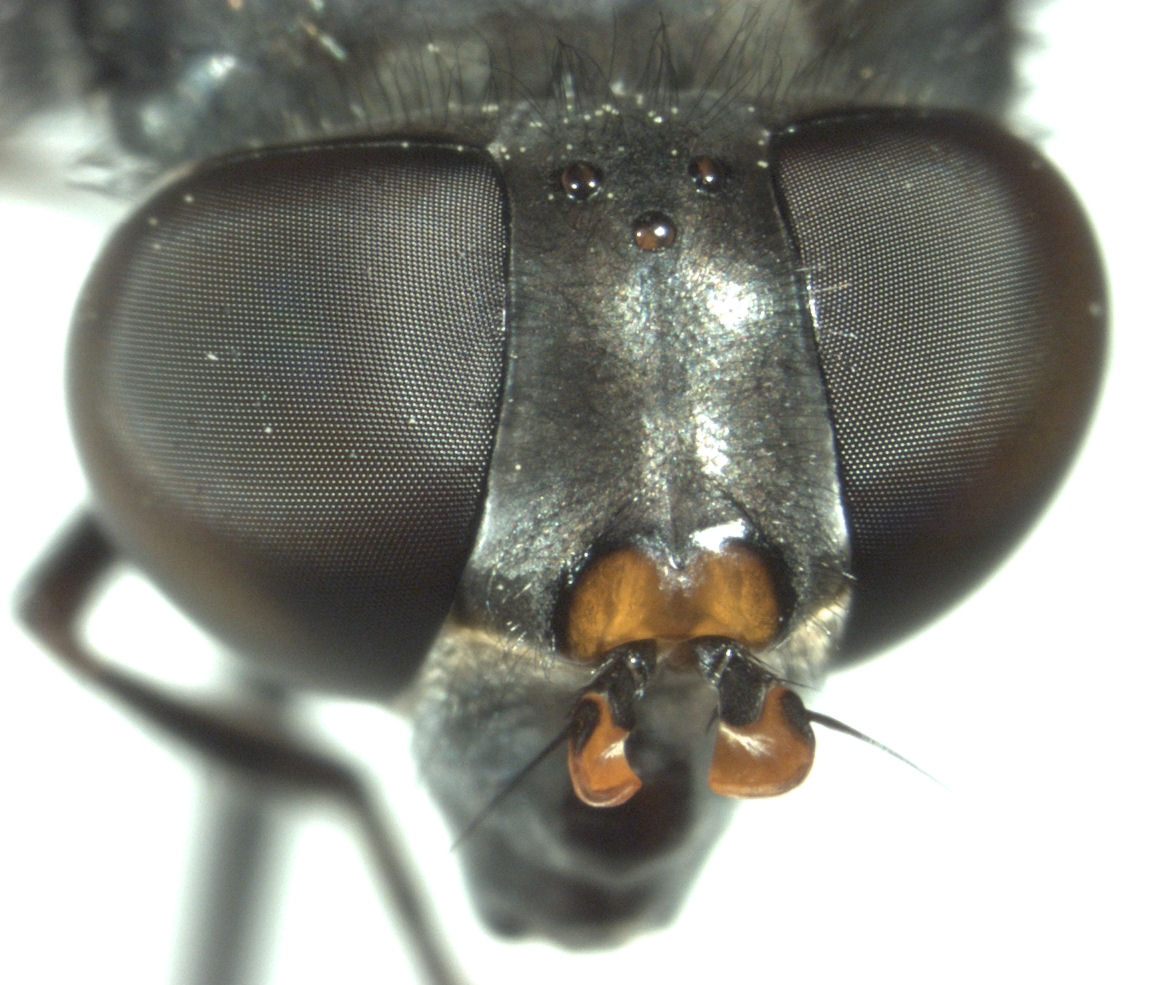
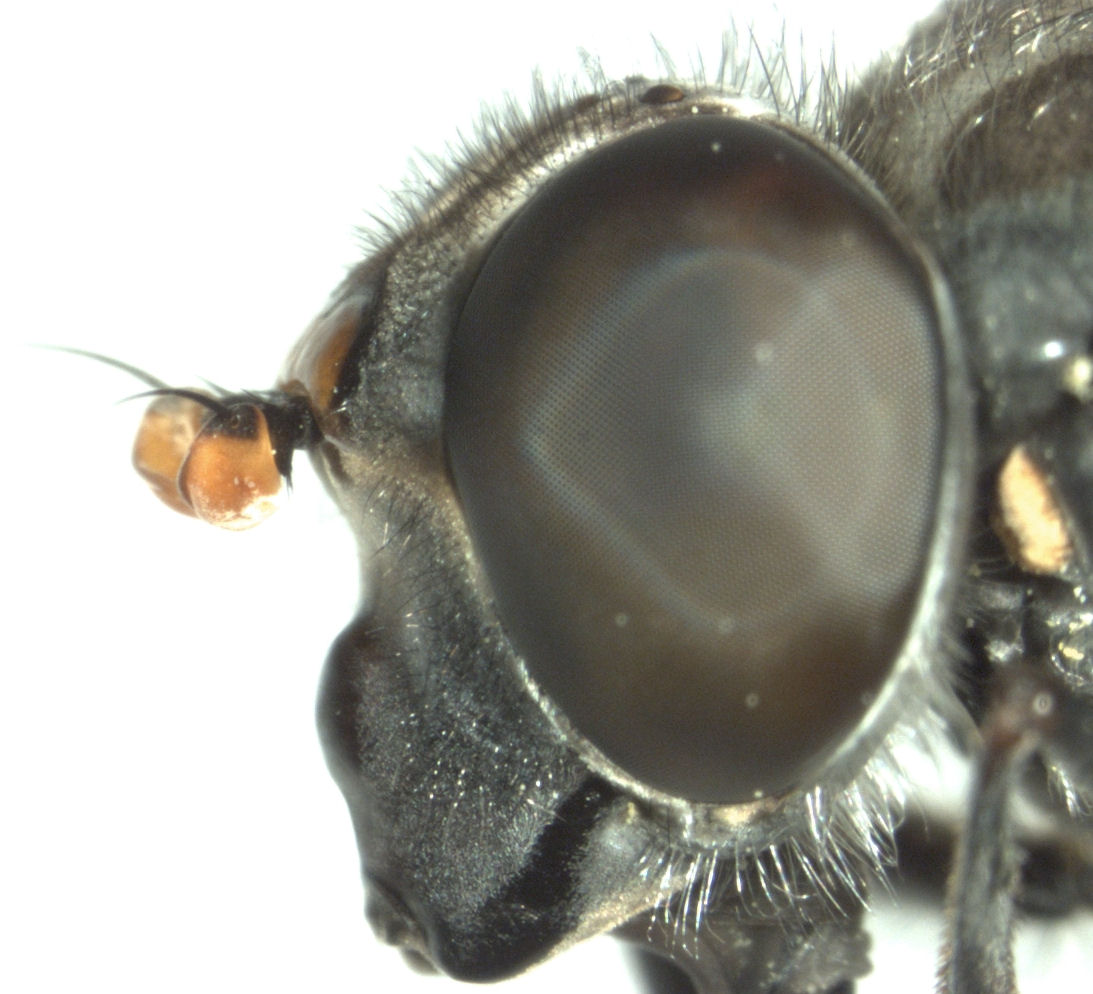
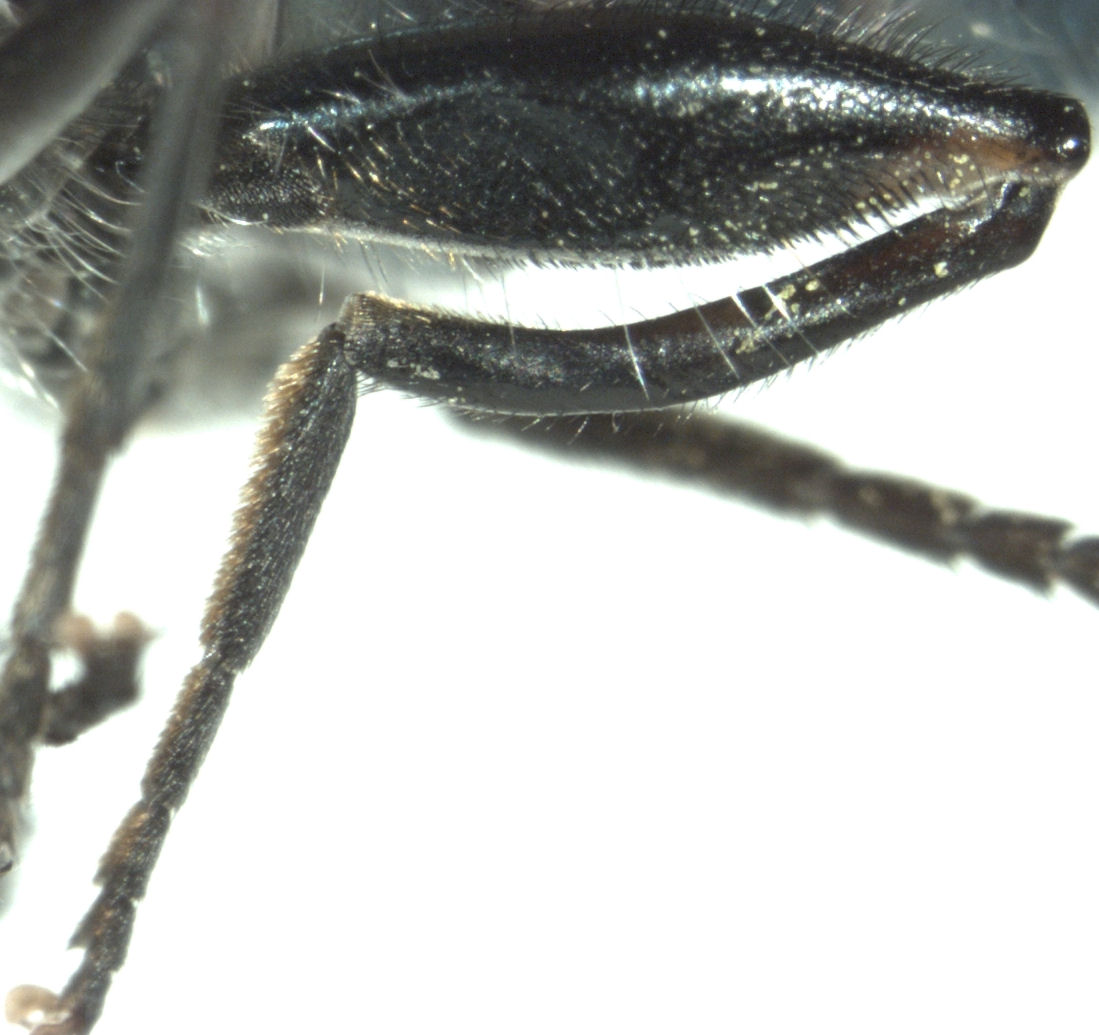
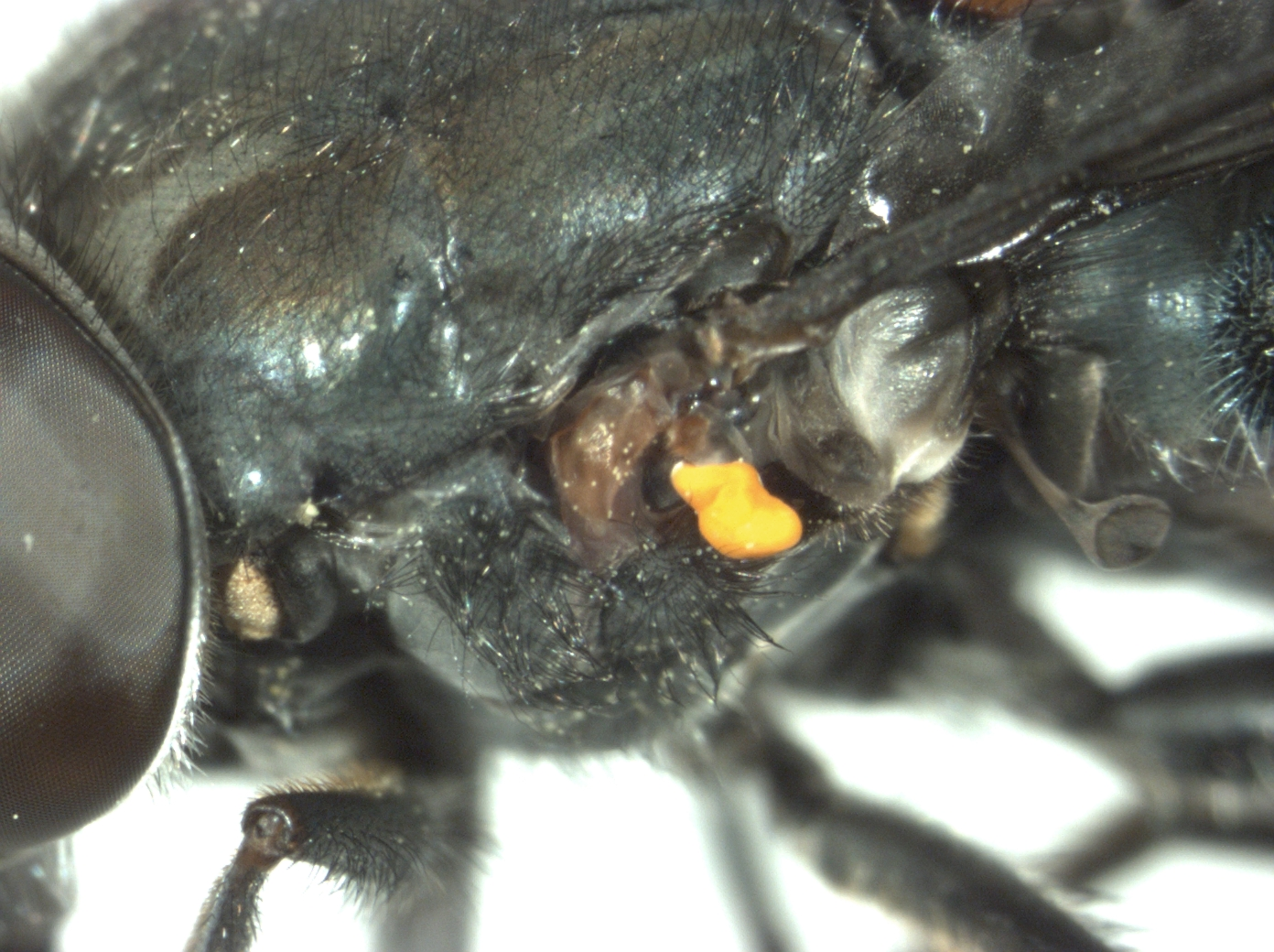